# Topliga 2018
La Topliga 2018 è la 13ª edizione del campionato di football americano di primo livello, organizzato dalla PZFA. In seguito alla scissione federale avvenuta alla fine del 2017 la sua composizione è stata ampiamente rivista.

## Squadre partecipanti
| Club                  | Città         | Stadio | Sponsor ufficiale | Risultato nella stagione 2017 |
| --------------------- | ------------- | ------ | ----------------- | ----------------------------- |
| Hammers Łaziska Górne | Łaziska Górne |        |                   |                               |
| Husaria Szczecin      | Stettino      | MOSRiR |                   |                               |
| Kozły Poznań          | Poznań        |        |                   |                               |
| Kraków Tigers         | Cracovia      |        |                   |                               |
| Monarchs Ząbki        | Ząbki         |        |                   |                               |
| Mustangs Płock        | Płock         |        |                   |                               |
| Warsaw Eagles         | Varsavia      |        |                   |                               |
| Zagłębie Steelers     | Będzin        |        |                   |                               |

## Stagione regolare

### Calendario

#### 1ª giornata
| Stettino 24 marzo 2018, ore 13:00 | Husaria Szczecin | 9 – 10 (0-3 7-0 0-7 2-0) referto | Warsaw Eagles | Obiekt Sportowy Załom (300 spett.)\| Arbitro: \| Zarganis \| |
| Arbitro:                          | Zarganis         |                                  |               |                                                              |

| Poznań 24 marzo 2018, ore 13:00 | Kozły Poznań | 22 – 12 (8-6 14-0 0-6 0-0) referto | Monarchs Ząbki | Boisko Orlik Mieczewska Kamionki (200 spett.)\| Arbitro: \| Przybyła \| |
| Arbitro:                        | Przybyła     |                                    |                |                                                                         |

#### 2ª giornata
| Będzin 7 aprile 2018, ore 12:00 | Zagłębie Steelers | 0 – 8 (0-0 0-2 0-6 0-0) referto | Hammers Łaziska Górne | (200 spett.)\| Arbitro: \| Brueck \| |
| Arbitro:                        | Brueck            |                                 |                       |                                      |

| Ząbki 8 aprile 2018, ore 13:00 | Monarchs Ząbki | 17 – 0 (0-0 3-0 0-0 14-0) referto | Husaria Szczecin | Stadion MOSiR (380 spett.)\| Arbitro: \| Rączkowski \| |
| Arbitro:                       | Rączkowski     |                                   |                  |                                                        |

| Cracovia 7 aprile 2018, ore 14:00 | Kraków Tigers | 0 – 32 (0-6 0-18 0-8 0-0) referto | Mustangs Płock | (300 spett.)\| Arbitro: \| Brueck \| |
| Arbitro:                          | Brueck        |                                   |                |                                      |

#### 3ª giornata
| Varsavia 14 aprile 2018, ore 16:30 | Warsaw Eagles | 22 – 19 (6-6 7-6 0-7 9-0) referto | Kozły Poznań | BOPN (700 spett.)\| Arbitro: \| Żak \| |
| Arbitro:                           | Żak           |                                   |              |                                        |

| Płock 15 aprile 2018, ore 15:00 | Mustangs Płock | 34 – 0 (14-0 12-0 0-0 8-0) referto | Zagłębie Steelers | Stadion im. Kazimierza Górskiego\| Arbitro: \| Karaś \| |
| Arbitro:                        | Karaś          |                                    |                   |                                                         |

#### 4ª giornata
| Łaziska Górne 21 aprile 2018, ore 14:00 | Hammers Łaziska Górne | 20 – 0 (0-0 6-0 0-0 14-0) referto | Kraków Tigers | Boisko Polonii Łaziska (300 spett.)\| Arbitro: \| Rączkowski \| |
| Arbitro:                                | Rączkowski            |                                   |               |                                                                 |

| Stettino 21 aprile 2018, ore 16:30 | Husaria Szczecin | 13 – 20 (6-0 7-0 0-0 0-20) referto | Kozły Poznań | Boisko MOSiR (300 spett.)\| Arbitro: \| Jurzyk \| |
| Arbitro:                           | Jurzyk           |                                    |              |                                                   |

| Ząbki 22 aprile 2018, ore 18:00 | Monarchs Ząbki | 12 – 37 (6-12 6-0 0-19 0-6) referto | Warsaw Eagles | Stadion MOSiR Ząbki\| Arbitro: \| Leoniak \| |
| Arbitro:                        | Leoniak        |                                     |               |                                              |

#### 5ª giornata
| Cracovia 5 maggio 2018, ore 14:00 | Kraków Tigers | 0 – 12 (0-0 0-0 0-6 0-6) referto | Zagłębie Steelers | \| Arbitro: \| Walentynowicz \| |
| Arbitro:                          | Walentynowicz |                                  |                   |                                 |

| Łaziska Górne 5 maggio 2018, ore 15:30 | Hammers Łaziska Górne | 6 – 46 (6-12 0-12 0-16 0-6) referto | Mustangs Płock | \| Arbitro: \| Przybyła \| |
| Arbitro:                               | Przybyła              |                                     |                |                            |

| Poznań 6 maggio 2018, ore 13:00 | Kozły Poznań | 13 – 17 (0-3 6-7 7-0 0-7) referto | Husaria Szczecin | \| Arbitro: \| Karaś \| |
| Arbitro:                        | Karaś        |                                   |                  |                         |

#### 6ª giornata
| Varsavia 12 maggio 2018, ore 16:30 | Warsaw Eagles | 50 – 21 (8-7 21-0 13-6 8-8) referto | Monarchs Ząbki | BOPN\| Arbitro: \| Żołądek \| |
| Arbitro:                           | Żołądek       |                                     |                |                               |

| Łaziska Górne 13 maggio 2018, ore 15:00 | Hammers Łaziska Górne | 0 – 26 (0-7 0-0 0-12 0-7) referto | Zagłębie Steelers | \| Arbitro: \| Brueck \| |
| Arbitro:                                | Brueck                |                                   |                   |                          |

#### 7ª giornata
| Stettino 19 maggio 2018, ore 16:00 | Husaria Szczecin | 8 – 12 (0-6 8-0 0-6 0-0) referto | Monarchs Ząbki | Boisko MOSiR\| Arbitro: \| Rączkowski \| |
| Arbitro:                           | Rączkowski       |                                  |                |                                          |

| Płock 20 maggio 2018, ore 15:00 | Mustangs Płock | 44 – 0 (16-0 22-0 0-0 6-0) referto | Kraków Tigers | \| Arbitro: \| Żak \| |
| Arbitro:                        | Żak            |                                    |               |                       |

#### 8ª giornata
| Poznań 26 maggio 2018, ore 15:00 | Kozły Poznań | 15 – 31 (0-7 7-3 0-14 8-7) referto | Warsaw Eagles | Stadion POSIR Golęcin (300 spett.)\| Arbitro: \| Przybyła \| |
| Arbitro:                         | Przybyła     |                                    |               |                                                              |

| Płock 26 maggio 2018, ore 15:00 | Mustangs Płock | 46 – 0 (14-0 26-0 0-0 6-0) referto | Hammers Łaziska Górne | (300 spett.)\| Arbitro: \| Karaś \| |
| Arbitro:                        | Karaś          |                                    |                       |                                     |

| Będzin 27 maggio 2018, ore 15:00 | Zagłębie Steelers | 26 – 0 (20-0 6-0 0-0 0-0) referto | Kraków Tigers | Ośrodek sportu i rekreacji (150 spett.)\| Arbitro: \| Brueck \| |
| Arbitro:                         | Brueck            |                                   |               |                                                                 |

#### 9ª giornata
| Varsavia 2 giugno 2018, ore 13:00 | Warsaw Eagles | 39 – 6 (13-0 7-6 7-0 12-0) referto | Husaria Szczecin | BOPN (800 spett.)\| Arbitro: \| Rączkowski \| |
| Arbitro:                          | Rączkowski    |                                    |                  |                                               |

| Ząbki 3 giugno 2018, ore 13:00 | Monarchs Ząbki | 19 – 33 (0-6 13-7 0-7 6-13) referto | Kozły Poznań | Stadion MOSiR (250 spett.)\| Arbitro: \| Karaś \| |
| Arbitro:                       | Karaś          |                                     |              |                                                   |

#### 10ª giornata
| Będzin 10 giugno 2018, ore 12:00 | Zagłębie Steelers | 12 – 32 (6-0 0-0 6-18 0-14) referto | Mustangs Płock | \| Arbitro: \| Rączkowski \| |
| Arbitro:                         | Rączkowski        |                                     |                |                              |

| Cracovia 10 giugno 2018, ore 14:00 | Kraków Tigers | 0 – 7 (0-0 0-0 0-7 0-0) referto | Hammers Łaziska Górne | Międzyszkolny Ośrodek Sportowy Kraków "Wschód"\| Arbitro: \| Grabarek \| |
| Arbitro:                           | Grabarek      |                                 |                       |                                                                          |

### Classifiche
Le classifiche della regular season sono le seguenti:
- PCT = percentuale di vittorie, G = partite giocate, V = partite vinte,  P = partite perse, PF = punti fatti, PS = punti subiti

#### Gruppo Nord
| Pos. | Squadra          | PCT   | G | V | P | PF  | PS  |
| ---- | ---------------- | ----- | - | - | - | --- | --- |
| 1    | Warsaw Eagles    | 1.000 | 6 | 6 | 0 | 187 | 82  |
| 2    | Kozły Poznań     | .500  | 6 | 3 | 3 | 122 | 114 |
| 3    | Monarchs Ząbki   | .333  | 6 | 2 | 4 | 93  | 150 |
| 4    | Husaria Szczecin | .167  | 6 | 1 | 5 | 53  | 111 |

#### Gruppo Sud
| Pos. | Squadra               | PCT   | G | V | P | PF  | PS  |
| ---- | --------------------- | ----- | - | - | - | --- | --- |
| 1    | Mustangs Płock        | 1.000 | 6 | 6 | 0 | 234 | 18  |
| 2    | Zagłębie Steelers     | .500  | 6 | 3 | 3 | 76  | 74  |
| 3    | Hammers Łaziska Górne | .500  | 6 | 3 | 3 | 41  | 118 |
| 4    | Kraków Tigers         | .000  | 6 | 0 | 6 | 0   | 141 |

## Playoff

### Tabellone
|  | Semifinali | Semifinali       | Semifinali |              |    | XIII Superfinał | XIII Superfinał | XIII Superfinał |  |
|  |            |                  |            |              |    |                 |                 |                 |  |
|  | 1          | Warsaw Eagles    | 36         |              |    |                 |                 |                 |  |
|  | 1          | Warsaw Eagles    | 36         |              |    |                 |                 |                 |  |
|  | 4          | Husaria Szczecin | 0          |              |    |                 |                 |                 |  |
|  | 4          | Husaria Szczecin | 0          |              | 1  | Warsaw Eagles   | 33              |                 |  |
|  |            |                  |            |              | 1  | Warsaw Eagles   | 33              |                 |  |
|  |            |                  | 2          | Kozły Poznań | 12 |                 |                 |                 |  |
|  | 3          | Monarchs Ząbki   | 2          | Kozły Poznań | 12 | 15              |                 |                 |  |
|  | 3          | Monarchs Ząbki   |            |              |    |                 |                 |                 |  |
|  | 2          | Kozły Poznań     | 35         |              |    |                 |                 |                 |  |

### Wild Card
| Będzin 16 giugno 2018, ore 12:00 | Zagłębie Steelers | 6 – 35 (0-6 0-14 0-0 6-15) referto | Monarchs Ząbki | (100 spett.)\| Arbitro: \| Przybyła \| |
| Arbitro:                         | Przybyła          |                                    |                |                                        |

| Płock 17 giugno 2018, ore 11:00 | Mustangs Płock | 6 – 38 (6-17 0-8 0-7 0-6) referto | Husaria Szczecin | (100 spett.)\| Arbitro: \| Żołądek \| |
| Arbitro:                        | Żołądek        |                                   |                  |                                       |

### Semifinali
| Varsavia 30 giugno 2018, ore 17:00 | Warsaw Eagles | 36 – 0 (2-0 7-0 6-0 21-0) referto | Husaria Szczecin | BOPN\| Arbitro: \| Rączkowski \| |
| Arbitro:                           | Rączkowski    |                                   |                  |                                  |

| Poznań 1º luglio 2018, ore 14:00 | Kozły Poznań | 35 – 15 (7-7 0-0 14-0 14-8) referto | Monarchs Ząbki | \| Arbitro: \| Ratajczak \| |
| Arbitro:                         | Ratajczak    |                                     |                |                             |

### XIII Superfinał
| Ząbki 21 luglio 2018, ore 20:00 | Warsaw Eagles | 33 – 12 (7-0 3-0 9-6 14-6) referto | Kozły Poznań | Dolcan Arena\| Arbitro: \| Leoniak \| |
| Arbitro:                        | Leoniak       |                                    |              |                                       |

## XIII Superfinał
La XIII Superfinał è stata disputata il 21 luglio 2018 alla Dolcan Arena di Ząbki. L'incontro è stato vinto dai Warsaw Eagles sui Kozły Poznań con il risultato di 33 a 12.

## Verdetti
- Warsaw Eagles Campioni della Polonia 2018

## Marcatori
| Giocatore    | Sq.                   | TD rush | TD recv | TD int | TD p.ret | TD k.ret | TD oth | Xp1  | Xp2 | FG  | Saf | Totale |
| ------------ | --------------------- | ------- | ------- | ------ | -------- | -------- | ------ | ---- | --- | --- | --- | ------ |
| Marton       | Warsaw Eagles         | 7+1     | 0+0     | 0+0    | 0+0      | 1+0      | 0+0    | 0+0  | 0+0 | 0+0 | 0+0 | 54     |
| Przyborowski | Mustangs Płock        | 0       | 9       | 0      | 0        | 0        | 0      | 0    | 0   | 0   | 0   | 54     |
| Pawłowski    | Mustangs Płock        | 1       | 7       | 0      | 0        | 0        | 0      | 0    | 0   | 0   | 0   | 48     |
| Pamulak      | Warsaw Eagles         | 0+0     | 5+1     | 0+0    | 0+0      | 0+0      | 0+0    | 3+0  | 1+0 | 1+0 | 0+0 | 44     |
| 2 giocatori  | 42                    |         |         |        |          |          |        |      |     |     |     |        |
| Bałdyga      | Mustangs Płock        | 0+0     | 5+1     | 0+0    | 0+0      | 0+0      | 0+0    | 0+0  | 2+0 | 0+0 | 0+0 | 40     |
| Śpiczko      | Warsaw Eagles         | 0+0     | 5+1     | 0+0    | 0+0      | 0+0      | 0+0    | 0+0  | 0+0 | 0+0 | 0+0 | 36     |
| 3 giocatori  | 30                    |         |         |        |          |          |        |      |     |     |     |        |
| 5 giocatori  | 24                    |         |         |        |          |          |        |      |     |     |     |        |
| Szymański    | Kozły Poznań          | 0+0     | 1+0     | 0+0    | 0+0      | 0+0      | 0+0    | 10+5 | 0+0 | 0+0 | 0+0 | 21     |
| 7 giocatori  | 18                    |         |         |        |          |          |        |      |     |     |     |        |
| Sawicki      | Monarchs Ząbki        | 0+0     | 1+1     | 0+0    | 0+0      | 0+0      | 0+0    | 0+0  | 0+2 | 0+0 | 0+0 | 16     |
| 2 giocatori  | 14                    |         |         |        |          |          |        |      |     |     |     |        |
| 4 giocatori  | 12                    |         |         |        |          |          |        |      |     |     |     |        |
| Adamiak      | Husaria Szczecin      | 0+0     | 0+0     | 0+0    | 0+0      | 0+0      | 0+0    | 2+3  | 0+0 | 1+1 | 0+0 | 11     |
| Bogdański    | Mustangs Płock        | 0       | 1       | 0      | 0        | 0        | 0      | 0    | 2   | 0   | 0   | 10     |
| Kościelski   | Husaria Szczecin      | 0+0     | 0+0     | 0+0    | 0+1      | 0+0      | 0+0    | 2+0  | 0+0 | 0+0 | 0+0 | 8      |
| 17 giocatori | 6                     |         |         |        |          |          |        |      |     |     |     |        |
| Powar        | Monarchs Ząbki        | 0+0     | 0+0     | 0+0    | 0+0      | 0+0      | 0+0    | 1+4  | 0+0 | 0+0 | 0+0 | 5      |
| Kot          | Zagłębie Steelers     | 0       | 0       | 0      | 0        | 0        | 0      | 4    | 0   | 0   | 0   | 4      |
| 10 giocatori | 2                     |         |         |        |          |          |        |      |     |     |     |        |
| Bryłka       | Hammers Łaziska Górne | 0       | 0       | 0      | 0        | 0        | 0      | 1    | 0   | 0   | 0   | 1      |

- Miglior marcatore della stagione regolare: Daniel Przyborowski ( Mustangs Płock), 54
- Miglior marcatore dei playoff: Christopher Jeffrey ( Warsaw Eagles) 30
- Miglior marcatore della stagione: Jack Marton ( Warsaw Eagles) e Daniel Przyborowski ( Mustangs Płock), 54

## Passer rating
La classifica tiene in considerazione soltanto i quarterback con almeno 10 lanci effettuati.
| Giocatore   | Sq.                   | G   | Att    | Comp   | Int | Yds      | TD   | NFL    | NCAA   |
| ----------- | --------------------- | --- | ------ | ------ | --- | -------- | ---- | ------ | ------ |
| Jeffrey     | Warsaw Eagles         | 6+2 | 103+40 | 78+24  | 3+0 | 1102+293 | 15+3 | 133,01 | 190,62 |
| Sheird      | Mustangs Płock        | 6+1 | 160+30 | 104+11 | 6+0 | 1842+133 | 27+1 | 122,26 | 190,16 |
| Williams    | Monarchs Ząbki        | 5+2 | 128+43 | 59+20  | 4+2 | 949+229  | 7+3  | 74,16  | 116,35 |
| Zawada      | Monarchs Ząbki        | 1   | 15     | 8      | 1   | 88       | 1    | 65,42  | 111,28 |
| Barczak     | Kozły Poznań          | 5+2 | 97+33  | 35+17  | 4+2 | 450+333  | 5+4  | 64,36  | 104,21 |
| Zięba       | Zagłębie Steelers     | 4+1 | 44+3   | 14+1   | 3+0 | 211+18   | 5+0  | 57,85  | 95,18  |
| Martynow    | Husaria Szczecin      | 4+2 | 77+35  | 39+14  | 4+1 | 364+156  | 3+3  | 60,12  | 95,07  |
| Krotsch     | Kozły Poznań          | 3+2 | 44+15  | 13+2   | 1+1 | 299+12   | 3+0  | 51,87  | 79,70  |
| Ziętek      | Zagłębie Steelers     | 3+1 | 18+1   | 8+0    | 1+0 | 87+0     | 0+0  | 34,32  | 70,04  |
| Kaczmarczyk | Husaria Szczecin      | 2   | 18     | 6      | 0   | 77       | 0    | 47,69  | 69,27  |
| Bellaby     | Warsaw Eagles         | 4+1 | 20+1   | 6+0    | 1+0 | 56+0     | 1+0  | 35,62  | 57,16  |
| Klebieko    | Husaria Szczecin      | 4+2 | 51+6   | 15+2   | 3+1 | 208+15   | 0+0  | 14,14  | 48,65  |
| Botor       | Hammers Łaziska Górne | 5   | 23     | 9      | 3   | 85       | 0    | 10,51  | 44,09  |
| Niedziela   | Hammers Łaziska Górne | 5   | 75     | 16     | 2   | 190      | 1    | 32,92  | 41,68  |
| Langner     | Kraków Tigers         | 4   | 30     | 7      | 1   | 57       | 0    | 25,69  | 32,63  |
| Pomietło    | Kraków Tigers         | 2   | 25     | 4      | 3   | 31       | 0    | 0,00   | 2,42   |
| Meyer       | Kraków Tigers         | 1   | 21     | 4      | 4   | 28       | 0    | 0,00   | -7,85  |

- Miglior QB della stagione regolare: Willie Sheird ( Mustangs Płock), 209,89
- Miglior QB dei playoff: Patryk Barczak ( Kozły Poznań), 164,16
- Miglior QB della stagione: Christopher Jeffrey ( Warsaw Eagles), 190,62